# Sbïra
La Sbïra o Sbira (in genovese Sbïra) è un piatto tipico di Genova che risale al 1479 quando dall'oratorio di Sant'Antonio, detto dei Birri, uscivano quelli che di mestiere avrebbero fatto la guardia carceraria, soprannominati "sbirri". Nel medioevo l'ultimo pasto del condannato a morte consisteva in una scodella di brodo con trippa, pane abbrustolito e formaggio grattugiato, consumato anche dalle guardie carcerarie di Palazzo Ducale.

## Ingredienti
- trippa
- alloro
- sedano
- carota
- pane abbrustolito o raffermo
- formaggio Grana Padano grattugiato
- sale
- pepe

## Fonte
- Genovesi, pagg.92-93, Roby Carletta, Genova, 2002 rist. 2007, Edizioni Sonda